# Zicky Té
Izaquel Gomes Té, detto Zicky (Bissau, 1º settembre 2001), è un giocatore di calcio a 5 guineense naturalizzato portoghese.
Con la nazionale portoghese è stato campione del mondo nel 2021 e campione europeo nel 2022.

## Biografia
Nato in Guinea-Bissau, si è trasferito con la famiglia in Portogallo all'età di 6 anni, stabilendosi a Loures.

## Carriera

### Club
Entrato nel settore giovanile dello Sporting Lisbona nel 2013, vi compie l'intera trafila fino a esordire, nel 2018, in prima squadra. Rapido e agile nonostante il fisico massiccio, si consacra nella stagione sportiva 2020-21 quando realizza 18 reti in Primera divisão e contribuisce significativamente alla vittoria della Champions League: oltre a diventare il più giovane calcettista ad andare a segno nella fase finale della competizione, Zicky viene eletto miglior giocatore assoluto.

### Nazionale
Ottenuta la cittadinanza lusitana, il 12 maggio 2017 ha debuttato nella selezione Under-17 del Portogallo. Ha quindi giocato in tutte le selezioni successive; l'esordio nella nazionale maggiore risale al 6 marzo 2021 nell'incontro pareggiato per 3-3 contro la Rep. Ceca valido per le qualificazioni al campionato europeo. Nel settembre dello stesso anno viene incluso nella lista definitiva dei convocati alla vittoriosa Coppa del Mondo. Alcuni mesi più tardi vince anche il campionato europeo, venendo inoltre premiato come miglior giocatore del torneo.

## Palmarès

### Club

#### Competizioni nazionali
- Campionato portoghese: 3
Sporting CP: 2020-21, 2021-22, 2022-23
- Coppa del Portogallo: 2
Sporting CP: 2019-20, 2020-21
- Taça da Liga: 2
Sporting CP: 2020-21

#### Competizioni internazionali
- UEFA Champions League: 1
Sporting CP: 2020-21

### Nazionale
- Campionato mondiale: 1
Lituania 2021
- Campionato d'Europa: 1
Paesi Bassi 2022